# Ley de Televisión Privada de España
La Ley de Televisión Privada de 1988 es una ley española que regula la gestión indirecta del servicio público esencial de la televisión, cuya titularidad corresponde al Estado español.
Cinco años antes, en 1983, y sin haberse planteado la Ley de Televisión Privada en España, surge en una pequeña localidad cacereña, de apenas 12.000 habitantes, Coria, la primera televisión privada de ámbito local Coria TV. El director de Medios de Comunicación del Estado, Francisco Virseda, la calificó de "pirata", todo fue llevado a los juzgados, donde ordenaron su clausura en 1983, al ser ilegal en ese momento.
El modelo de televisión privada que se establece en la Ley es, desde el punto de vista geográfico o territorial, de cobertura mixta. Es decir, de una parte, se establece que el objeto de las concesiones será la emisión de programas de televisión con una cobertura nacional; pero, de otra parte, se requiere que las concesiones prevean la emisión de programas, por las mismas sociedades concesionarias, con una cobertura limitada a zonas territoriales que se delimitarán en un Plan Técnico Nacional.
Se determinan, asimismo, los tiempos máximos de emisión que pueden ser destinados a publicidad y, en tanto no haya sido regulada la materia con carácter general, se limita de modo transitorio la publicidad que se refiera al consumo de alcohol, tabaco y cualquier otra sustancia nociva para la salud con los mismos criterios que rigen para la televisión estatal.
En un principio se habían presentado hasta 6 proyectos diferentes que optarían a las 3 únicas concesiones: Antena 3 de Televisión apoyada por Manuel Martín Ferrand  (Dueño de Antena 3 Radio), el Conde de Godó, el periódico ABC (periódico) y al Grupo Correo, que además tenían una sentencia del Tribunal Supremo a su favor desde el año 1982. En segundo lugar estaba Silvio Berlusconi que presentaría Telecinco junto con el Grupo Anaya y la ONCE como socios principales. Luego llegaría un proyecto encabezado por Antonio Asensio (Dueño del grupo Zeta), Mario Conde (Presidente de Banesto) y el magnate Rupert Murdoch denominado Canal Uno Univisión, quien en un principio se pensaba que se llevaría la tercera concesión. Los otros proyectos eran Canal C: presentado por 25 importantes empresarios catalanes y finalmente Tele 16 de Juan Tomás de Salas (Presidente del Grupo 16) pero que no tuvo mucha suerte al presentarse fuera de plazo. El último proyecto era el de Canal+ presentado por Jesús de Polanco que presentaba un canal de pago, al que un principio no era lo que buscaba esta ley, pero que el Gobierno dio el visto bueno y que la prensa anticipaba al día anterior de ser publicadas las concesiones que Canal Plus estaría entre las tres
El 26 de agosto de 1989 las tres concesiones otorgadas inicialmente mediante el oportuno concurso público recayeron sobre las sociedades Antena 3 de Televisión, S.A., Gestevisión Telecinco, S.A., y Sogecable, S.A. a partir del 3 de abril de 1990 por períodos renovables de 10 años.
En 2005, mediante la Ley 10/2005, de 14 de junio (que suprimió el límite máximo de tres concesiones privadas) y el real decreto 946/2005, de 29 de julio, se acordó la incorporación de un nuevo canal analógico ("La Sexta") y se autorizó a Canal+ a emitir en abierto, pasando a ser "Cuatro".
La nueva Ley 7/2010, de 31 de marzo, de la Comunicación Audiovisual ha supuesto la derogación expresa de la ley de Televisión Privada de 1988.